# Kaii to Otome to Kamikakushi
Kaii to Otome to Kamikakushi (怪異と乙女と神隠し?  lit. Misterios, doncellas y desapariciones) o también como Mysterious Disappearances en ingles, es una serie de manga japonesa escrita e ilustrada por Nujima. Se ha serializado en el sitio web Yawaraka Spirits de Shogakukan desde octubre de 2019. Una adaptación de la serie al anime de Zero-G se estrenó el 10 de abril de 2024.

## Argumento
El sueño de Sumireko Ogawa de convertirse en novelista surge de nuevo cuando le llegan nuevos chismes sobre incidentes misteriosos. Ahora trabaja como dependiente en una librería y pide ayuda a su joven compañero de trabajo, Ren Adashino, para investigar casos de leyendas urbanas, magia negra y fantasmas por toda la ciudad. Sumireko tiene un don para provocar sucesos mágicos y Ren esconde un oscuro secreto. ¿Saldrán ilesos de sus investigaciones?

## Personajes
Sumireko Ogawa (緒川 菫子 Ogawa Sumireko?)
 Seiyū: Fairouz Ai
La protagonista principal de la historia. Es una mujer de 28 años, voluptuosa y con pechos grandes que trabaja en la librería Midori junto a su colega de trabajo Ren. Sumireko aspiraba a convertirse en escritora al publicar sus primeros libros cuando aún estaba en la escuela secundaria pero tuvo que abandonar su sueño debido a su crisis de agotamiento y las duras críticas que recibió de sus entrevistadores. Después de leer un misterioso libro de hechizos, Sumireko obtiene la habilidad de rejuvenecer a voluntad.
Ren Adashino (化野 蓮 Adashino Ren?)
 Seiyū: Daiki Yamashita
Un chico y amigo que trabaja en la misma librería Midori que Sumireko. Su verdadera identidad es la de un visitante de otro mundo. Está coleccionando cosas extrañas para devolver a Oto a su mundo original.
Oto Adashino (化野 乙 Adashino Oto?)
 Seiyū: Eri Yukimura
Ella es la hermana menor de Ren. Asiste a la escuela secundaria Koone Jogakuin. Tiene los mismos ojos que Ren y puede ver rastros de cosas extrañas. Por alguna razón, a Oto no le agrada Sumireko.
Manami Uname (畦目 真奈美 Uname Manami?)
 Seiyū: Yui Horie
Una profesora de secundaria que es descendiente de Jinrin Oni. Tiene poderes tan sobrenaturales que incluso en la serie se le describe como "de otro nivel". Como maestra, ayuda a los estudiantes que tienen sueños y hace todo lo posible para apoyarlos. Cuando era niña, Manami fue a vivir con su abuela luego de perder a sus padres. Debido a los gustos anticuados que adquirió a través de su abuela, Manami fue acosada e intimidada por sus compañeros de clase. Como resultado, ella hace lo posible para evitar que sus alumnos fomenten el acoso hacia los demás.
Shizuku Hayami (早見 シズク Hayami Shizuku?)
 Seiyū: Rie Takahashi
Nodoka Ametsuchi (天地 のどか Ametsuchi Nodoka?)
 Seiyū: Saya Aizawa
Jikū no Ossan (時空のおっさん?)
 Seiyū: Yūya Uchida
Jormun Himeuo (姫魚 よるむん Himeuo Yorumun?)
 Seiyū: Naomi Ōzora
Encargado de la estación (駅係員 Ekikakariin?)
 Seiyū: Masako Nozawa

## Contenido de la obra

### Manga
Escrito e ilustrado por Nujima, Kaii to Otome to Kamikakushi comenzó en el sitio web Yawaraka Spirits de Shogakukan el 18 de octubre de 2019. Shogakukan ha recopilado sus capítulos individuales en nueve volúmenes tankōbon. El primer volumen se lanzó el 10 de abril de 2020.

#### Lista de volúmenes
| Volúmenes de manga publicados | Volúmenes de manga publicados | Volúmenes de manga publicados |
| Número                        | Fecha de lanzamiento          | ISBN                          |
| ----------------------------- | ----------------------------- | ----------------------------- |
| 1                             | 10 de abril de 2020           | ISBN 978-4-09-860559-0        |
| 2                             | 12 de octubre de 2020         | ISBN 978-4-09-860749-5        |
| 3                             | 12 de mayo de 2021            | ISBN 978-4-09-861021-1        |
| 4                             | 10 de diciembre de 2021       | ISBN 978-4-09-861225-3        |
| 5                             | 12 de enero de 2023           | ISBN 978-4-09-861617-6        |
| 6                             | 12 de julio de 2023           | ISBN 978-4-09-861833-0        |
| 7                             | 29 de marzo de 2024           | ISBN 978-4-09-862744-8        |
| 8                             | 11 de junio de 2024           | ISBN 978-4-09-862878-0        |
| 9                             | 11 de abril de 2025           | ISBN 978-4-09-863454-5        |

### Anime
El 12 de enero de 2023, se anunció una adaptación de la serie al anime. Está producida por Zero-G y escrita y dirigida por Tomomi Mochizuki, con diseños de personajes a cargo de Takuya Tani y música compuesta por Kayo Konishi y Yukio Kondō. Se estrenó el 10 de abril de 2024 en AT-X y otras cadenas. El tema de apertura es «Hazard Symbol», interpretado por Yuyu, mientras que el tema de cierre es «Shuku Somete Shinzō» (朱く染めて心臓?), interpretado por Nonoka Ōbuchi. Crunchyroll obtuvo la licencia de la serie fuera de Asia.

## Recepción
En 2020, el manga fue uno de los nominados a la 6.ª edición de los Next Manga Awards en la categoría Web Manga.
El manga fue recomendado en 2021 por Akihito Tsukushi.